# 石谷聡
石谷 聡（いしたに さとし、1985年6月19日 - ）は、福岡県田川郡方城町(現:福智町)出身の元プロバスケットボール選手である。ポジションはポイントガード。177cm、73kg。

## 来歴
福智町立伊方小学校に在学中の8歳の時にバスケットボールを始める。福智町立方城中学校では1年生の頃より主力選手として活躍し、２年次にはチームの中心選手となり、福岡県選抜にも選ばれ、福岡県代表として全国優勝を成し遂げる。この大会での活躍もあり、月刊バスケットボールに福岡県の有望選手として名前が載るなどした。福智町立方城中学校を経て県内の強豪中村学園三陽高校に進学。高校2年生の2002年、チームを全国高等学校総合体育大会バスケットボール競技大会（インターハイ）初出場に導く。スタメンとして出場するも1回戦で敗北。
福岡大学で全日本大学バスケットボール選手権大会（インカレ）出場を果たす。九州インカレではMVPを獲得。
卒業後の2008年、bjリーグのライジング福岡（現：ライジングゼファーフクオカ）に入団。背番号24。2012-13シーズン、bjリーグ準優勝に貢献。2013-14シーズン終了後に退団。
2014-15シーズンは青森ワッツに所属した。
2015-16シーズン、福岡に復帰した。Bリーグ発足後はB1への昇格に貢献した
2020-21シーズン、B1の京都ハンナリーズに移籍
2021-22シーズン、B2の佐賀バルーナーズに移籍。
2022年、現役引退し、佐賀のアシスタントコーチ兼スキルコーチに就任した。
2024年6月22日、古巣福岡のゼネラルマネージャーに就任した。

## 経歴
- 福智町立伊方小学校 - 福智町立方城中学校 - 中村学園三陽高校 - 福岡大学 - 福岡（2008年〜2014年）-青森

## 成績
| シーズン | チーム | GP | GS | MPG  | FG%  | 3P%  | FT%  | RPG | APG | SPG | BPG | TO  | PPG |
| -------- | ------ | -- | -- | ---- | ---- | ---- | ---- | --- | --- | --- | --- | --- | --- |
| 2008-09  | 福岡   | 14 | 2  | 5.0  | .333 | .273 | .625 | 0.4 | 0.6 | 0.1 | 0   | 0.4 | 1.9 |
| 2009-10  | 福岡   | 37 | 8  | 10.2 | .359 | .348 | .700 | 0.4 | 0.8 | 0.5 | 0   | 0.5 | 1.6 |
| 2010-11  | 福岡   | 35 | 0  | 9.3  | .264 | .227 | .333 | 0.8 | 1.1 | 0.2 | 0   | 0.3 | 1.0 |
| 2011-12  | 福岡   | 47 | 2  | 16.0 | .331 | .317 | .682 | 1.3 | 0.9 | 0.5 | 0.0 | 0.7 | 3.4 |
| 2012-13  | 福岡   | 48 | 9  | 18.6 | .421 | .378 | .697 | 1.3 | 1.7 | 0.7 | 0.0 | 1.1 | 4.6 |
| 2013-14  | 福岡   | 46 |    | 12.6 | .367 | .358 | .714 | 0.7 | 0.9 | 0.4 | 0   | 0.7 | 2.4 |
| 2014-15  | 青森   | 43 |    | 14.7 | .319 | .268 | .750 | 0.9 | 0.9 | 0.7 | 0.1 | 1.4 | 3.7 |